# San Antonio (Northern Samar)
San Antonio è una municipalità di quinta classe delle Filippine, situata nella Provincia di Northern Samar, nella regione di Visayas Orientale.
San Antonio è formata da 10 baranggay:
- Burabod
- Dalupirit
- Manraya
- Pilar
- Rizal
- San Nicolas
- Vinisitahan
- Ward I (Pob.)
- Ward II (Pob.)
- Ward III (Pob.)